# Circus Circus Las Vegas
Il Circus Circus Las Vegas è un resort di proprietà della multinazionale del gioco d'azzardo MGM Mirage, situato al 2880 di South Las Vegas Boulevard a Winchester (sulla celebre Las Vegas Strip); al suo interno oltre a un albergo di lusso da 3.774 stanze si può trovare un casinò di oltre 9.000 m².
Il tema portante della struttura è indubbiamente il circo, nel resort sono presenti ogni tipo di attrazioni circensi e gli spettacoli a tema sono eseguiti quotidianamente.

## Storia
Il Circus Circus venne aperto il 18 ottobre 1968 da Jay Sarno, venne edificato con l'intento di farne la struttura portabandiera della compagnia Circus Circus Enterprises (poi ribattezzata Mandalay Resort Group).
Nel 1997 subì un importante restauro e restyling abbandonando il tema del circo prettamente americano per andare incontro alla tendenza del diffondersi negli USA del circo europeo (esempio il Cirque du Soleil) e venne ampliato con la costruzione di una nuova area.
In un futuro prossimo l'hotel potrebbe essere completamente demolito e ricostruito da capo, questo perché il rapporto tra la rendita economica che frutta e lo spazio occupato (una superficie di 44 acri) non è ottimale, la compagnia comunque ha dichiarato che la nuova struttura manterrà la connotazione circense, anche se non è escluso un nuovo restyling.

## Attrazioni
Oltre all'albergo da quasi 4.000 stanze e al casinò all'interno del resort sono presenti diverse attrazioni, su tutte l'Adventuredome, un parco di divertimento a tema con una superficie di oltre 20.000 m² che attrae soprattutto i più piccoli.
Sono presenti anche due prestigiosi ristoranti, il The Steakhouse e il Blue Iguana.

## Curiosità
- Il film della serie di James Bond dal titolo Una cascata di diamanti è stato girato parzialmente in questa struttura.
- Nel videogioco Grand Theft Auto: San Andreas è presente un locale molto simile al Circus Circus, potrebbe essere una citazione.